# Io se fossi Dio
Io se fossi Dio è un singolo del 1980 di Giorgio Gaber pubblicato in formato 12 pollici a 33 giri con un solo lato inciso, da cui la dicitura stampata sul retro copertina: «1/2 LP». Ne fu prodotta anche una versione su musicassetta con l'unico brano registrato su entrambe le facciate. La canzone dura circa 14 minuti e gli arrangiamenti sono curati dal chitarrista Sergio Farina.

## Il brano
Il brano – il cui titolo richiama, per certi versi, il noto sonetto di Cecco Angiolieri S'i' fosse foco (citato nel testo della canzone: «uomo come sono e fui», nella quinta strofa) – è una sorta di violento J'accuse musicato, nel quale Gaber non risparmia davvero nessuno, riservando le invettive più feroci ai protagonisti, grandi e piccoli, della scena politica italiana del tempo.
Il brano fu composto nell'agosto 1980 e doveva far parte dell'album Pressione bassa, ma la Carosello, casa discografica del cantautore, e la Dischi Ricordi che la distribuiva, temendo di subire il sequestro dell'intero LP a causa delle accuse e delle affermazioni contenute di un singolo brano, costrinsero Gaber a pubblicare Io se fossi Dio separatamente con la piccola etichetta di Sergio De Gennaro, la F1 Team. Il brano venne però inserito due anni dopo, in una versione registrata dal vivo, nell'album Il teatro di Giorgio Gaber stessa versione è stata poi inserita nella raccolta del 2006 Con tutta la rabbia, con tutto l'amore.
L'accusa che fece maggior scalpore è rivolta al repentino stravolgimento delle valutazioni politiche, involontariamente favorito dalle incoscienti e colpevoli azioni dei terroristi che avevano consentito di elevare al ruolo di martiri personaggi il cui passato politico era, secondo l'autore, ben lungi dall'essere positivo. Quella di Gaber non è affatto una difesa nei confronti del terrorismo o dei suoi fautori – verso i quali si confessa invece sgomento, impaurito e incapace di dare un giudizio – ma una amareggiata e a tratti sardonica invettiva tesa a colpire ogni elemento della società italiana impregnato nella corruzione e nell'ipocrisia.
Ecco la differenza che c'è tra noi e "gli innominabili"
 di noi posso parlare perché so chi siamo,

e forse facciamo più schifo che spavento.

Di fronte al terrorismo o a chi si uccide c'è solo lo sgomento.»
Il cantautore passa poi ad accusare, nella sua ultima e più feroce invettiva, chi dai terroristi era stato suo malgrado colpito: nella fattispecie, il testo cita esplicitamente l'ex presidente Aldo Moro, lo statista assassinato nel 1978 dalle Brigate Rosse; dopo il misfatto, Moro fu dipinto dalla gran parte della stampa e della politica italiana come il più grande statista dal dopoguerra e Gaber volle ricordare come, da vivo, fosse considerato in ben altro modo dagli stessi critici ed avversari che ora ne tessevano le lodi:
Non mancano gli attacchi ai partiti, come i radicali (accusati di occuparsi ormai, a suon di continue e ripetute proposte di referendum, solo di «idiozia che fa democrazia») o i socialisti (accusati invece di comportarsi in modo ambiguo nel gioco politico, stringendo «spensierate alleanze» ora con il resto della sinistra, ora con il centro, e a cui va il consiglio di ringraziare la «dilagante imbecillità»), più di dieci anni prima di Mani pulite.
Il cantautore non risparmia nemmeno un salace attacco rivolto alla categoria dei giornalisti, accusati di tralasciare ogni dovere di critica sociale e politica, per indulgere morbosamente in notizie tragiche, allo scopo di scatenare facili pietismi e artificiose commozioni.
Dopo quasi un quarto d'ora di dure invettive, il finale della canzone lascia infine trasparire la volontà di Gaber di non volersi più occupare di politica, senza prendere più le parti, quindi, di alcuna fazione.
E allora va a finire che se fossi Dio,
io mi ritirerei in campagna
come ho fatto io.»

## Versione del 1991
Nel 1991 Gaber presentò dal vivo una seconda versione del brano, più lunga e dalle accuse più generali ma non meno violente. Come nella prima, al momento della denuncia più forte il brano raggiunge musicalmente la massima tensione, nel verso che tratta della Mafia e dello Stato:
e sembran tutti contro la sporca macchia nera

non c'è neanche uno che non ci sia invischiato perché la macchia nera...

la macchia nera è lo Stato.»
Il nuovo testo contiene inoltre un attacco contro il potere giudiziario e i suoi abusi e storture, alla vigilia di Mani pulite e a pochi anni dal caso Tortora:
un tempo così schivi e riservati

ed ora con la smania di essere popolari

come cantanti come calciatori.

Vi vedo così audaci che siete anche capaci

di metter persino la mamma in galera

per la vostra carriera.»
Questa versione non è presente in nessun disco, ma solo nella raccolta DVD degli anni novanta.